# Leucosyke corymbulosa
Leucosyke corymbulosa är en nässelväxtart som först beskrevs av Hugh Algernon Weddell, och fick sitt nu gällande namn av Hugh Algernon Weddell. Leucosyke corymbulosa ingår i släktet Leucosyke och familjen nässelväxter. Inga underarter finns listade i Catalogue of Life.